# Clermont-Pouyguillès
Clermont-Pouyguillès is een gemeente in het Franse departement Gers (regio Occitanie) en telt 156 inwoners (2004). De plaats maakt deel uit van het arrondissement Mirande.

## Geografie
De oppervlakte van Clermont-Pouyguillès bedraagt 13,2 km², de bevolkingsdichtheid is 11,8 inwoners per km².
De onderstaande kaart toont de ligging van Clermont-Pouyguillès met de belangrijkste infrastructuur en aangrenzende gemeenten.

## Demografie
Onderstaande figuur toont het verloop van het inwonertal (bron: INSEE-tellingen).